# 看護小規模多機能型居宅介護
看護小規模多機能型居宅介護(かんごしょうきぼたきのうがたきょたくかいご)とは、介護保険法で定めるサービスのひとつである。「看多機」あるいは「看護小多機」と略されることもある。

## 概要
介護保険法に定められた地域密着型サービスのひとつで、「通い」「泊まり」「訪問看護・リハビリ」「訪問介護」「ケアプラン作成」のサービスを一体化した事業所である。介護保険の被保険者で、要介護認定されている人を対象とする（要支援者は利用不可）。
2011年の介護保険法改正で創設された。小規模多機能型居宅介護と訪問看護の機能を一体化した内容のサービスであり、当初の名称は「複合型サービス」であった。2014年介護保険法改正の際、「看護小規模多機能型居宅介護」と名称を変更した。
利用者に合わせた個別なケアを行い、利用時間も利用者や家族に合わせて対応可能。看護師および介護福祉士等が中心となり運営され、点滴や胃ろう管理などの医療処置や看とりにも対応している。

## 同時利用できるサービス
小規模多機能型居宅介護と同様に、看護小規模多機能型居宅介護事業所と契約すると他サービスの利用が制限される。同時に他の看護小規模多機能型居宅介護事業所と契約や利用する事も認められていない。以下のサービスについては、同時利用が認められているが、全てのケアプランと給付管理は、契約した看護小規模多機能型居宅介護事業所のケアマネジャーが実施する。
- 訪問リハビリ
- 居宅療養管理指導
- 福祉用具貸与